# Fairey Fox
Il Fairey Fox era un bombardiere leggero biplano biposto prodotto dall'azienda britannica Fairey Aviation Company Limited e successivamente nella sua succursale belga Fairey Aviation dalla metà anni venti fino alla fine degli anni trenta.

## Impiego operativo
Il Fox venne assegnato al No. 12 Squadron della Royal Air Force mentre la belga Aéronautique Militaire/Militair Vliegwezen operò con i modelli prodotti su licenza nel territorio nazionale. Il Perù acquistò sei esemplari della versione Mk IV nel 1933 come conseguenza della guerra colombo-peruviana. Durante lo scontro si rese infatti necessario rinnovare ed integrare la flotta del Cuerpo Aeronáutico del Perú ma i Fox non vennero impiegati in operazioni belliche che durante la Guerra Ecuadoriano–Peruviana tra il 1941 ed il 1942.

## Varianti
Fox I
versione bombardiere leggero realizzato in tecnica mista destinato alla RAF, equipaggiato con un motore Curtiss D-12 da 450 hp (338 kW) (chiamato anche Fairey Felix), realizzato in 25 esemplari (compreso il prototipo).
Fox IA
come il Fox I ma equipaggiato con un motore Rolls-Royce Kestrel da 490 hp (366 kW), realizzato in tre esemplari più otto conversioni.
Fox IIM
prototipo, versione bombardiere leggero interamente metallica equipaggiata con un motore Rolls-Royce Kestrel IB da 480 hp (358 kW), realizzato in un solo esemplare.
Fox II
versione di produzione in serie del IIM destinata al Belgio, equipaggiata con un motore Rolls-Royce Kestrel IIS dotato di sovralimentazione, realizzato in 12 esemplari dalla Fairey in Gran Bretagna e da ulteriori 31 realizzati dalla Belgian Avions Fairey a Gosselies (incluso due Fox IIS dotati di doppi controlli).
Fox III
designazione utilizzata per un Fox di produzione britannica, un dimostratore equipaggiato con un motore Rolls-Royce Kestrel (successivamente designato Fox IV), e per gli addestratori bicomando realizzati in Belgio (chiamati anche Fox Trainer) equipaggiati con un motore Armstrong Siddeley Serval da 360 hp (270 kW).
Fox IIIS
conversione del Fox Trainer equipaggiato con un motore Kestrel IIMS più cinque esemplari supplementari di produzione Avions Fairey.
Fox III
versione di produzione belga, equipaggiata con un motore Kestrel IIS e due mitragliatrici in caccia, realizzata in 13 esemplari a Gosselies.
Fox IIIC
(C per Combat) - versione bombardiere-ricognitore destinata al Belgio, equipaggiata con un motore Kestrel IIS ed opzionalmente dotata di attacchi subalari per bombe, due mitragliatrici in caccia e caratterizzata dagli abitacoli chiusi. 48 esemplari costruiti in Belgio, incluso un addestratore Fox Mk IIICS dotato di doppi comandi. Un numero limitato di esemplari a fine produzione vennero equipaggiati con un motore Kestrel V da 600 hp (448 kW).
Fox IV
designazione usata per un dimostratore di costruzione britannica (ex Fox III).
Fox V
conversione dei Fox II, equipaggiato con un motore Hispano-Suiza 12Ybrs. Primo volo 31 gennaio 1934.
Fox VI
versione idrovolante a scarponi di produzione britannica (Fox Floatplane). Sei vennero prodotti per il Perù e destinati ad equipaggiare il Cuerpo Aeronáutico durante la guerra colombiano-peruviana del 1933, ma al momento della consegna (ottobre 1933) la guerra era già terminata. Questi esemplari, convertiti all'uso terrestre rimuovendo i galleggianti, vennero utilizzati in missioni di osservazione durante la guerra Ecuadoriano–Peruviana nel 1941.
Fox VIR
versione da ricognizione equipaggiata con un motore Hispano-Suiza 12Ydrs da 860 hp (642 kW), realizzata in 24 esemplari destinati al Belgio e due per la Svizzera.
Fox VIC
versione caccia biposto del Fox VI, realizzata in 52 esemplari.
Fox VII
versione caccia monoposto del Fox Mk.VIR (chiamata anche Mono-Fox o Kangourou) con equipaggiamento opzionale fino a sei mitragliatrici. Venne realizzata in soli due esemplari, una conversione da un Fox VI standard ed uno usato come aereo personale da Willy Coppens.
Fox VIII
versione di produzione finale ordinata in seguito alle tensioni internazionali nel 1938, basata sul Fox VI ma dotato di elica tripala e quattro mitragliatrici subalari. venne realizzato in 12 esemplari, l'ultimo completato il 25 maggio 1939.

## Utilizzatori
Belgio

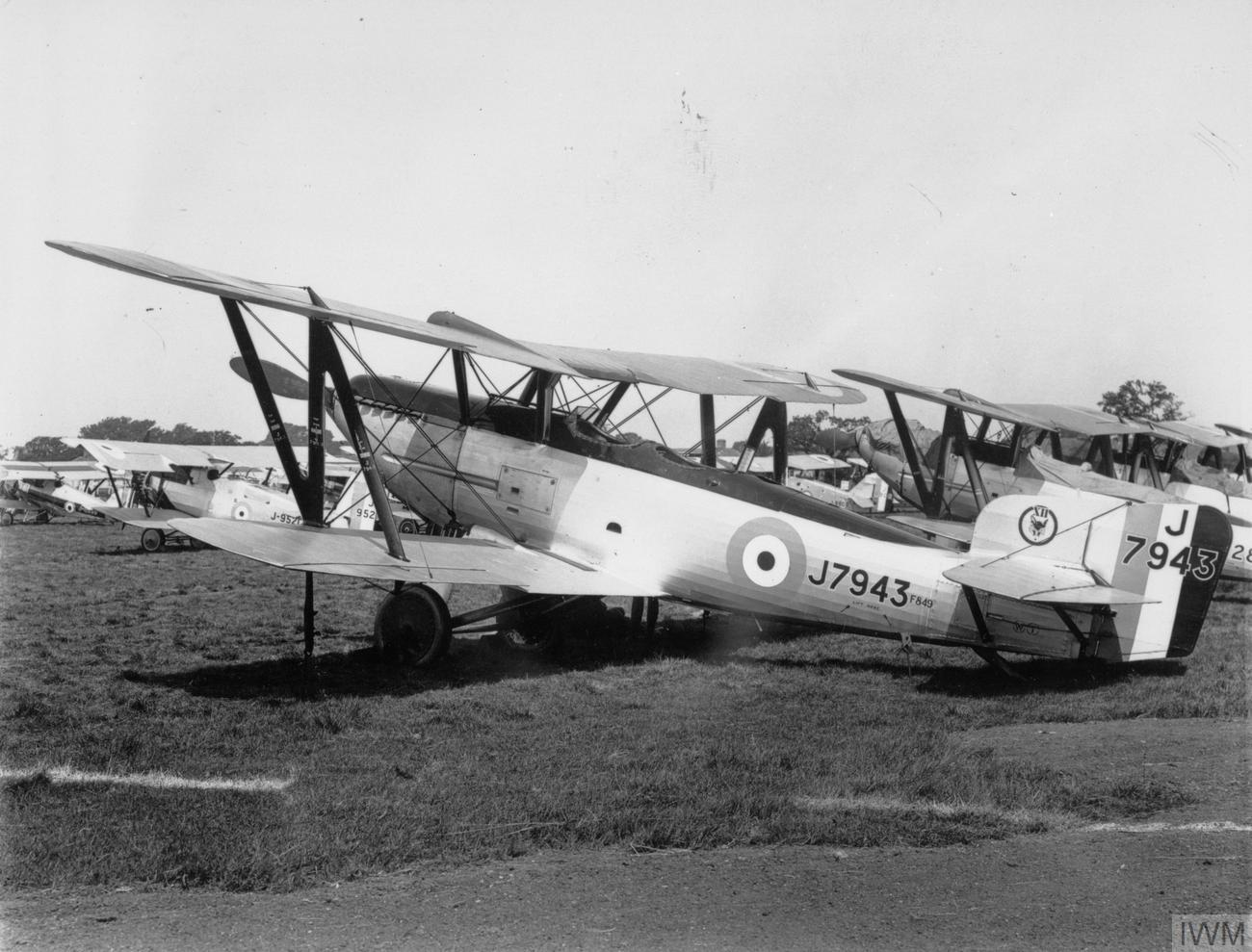
Fairey Fox, 12 Squadron, RAF

- Aéronautique Militaire/Militair Vliegwezen

 Perù
- Cuerpo Aeronáutico del Perú

 Regno Unito
- Royal Air Force
  - No. 12 Squadron RAF

 Svizzera
- Forze aeree svizzere

ricevette due Fox VIR per valutazioni.

## Velivoli comparabili
Belgio
- Renard R-31

 Regno Unito
- Hawker Hart

### Riviste
- (EN) Dionisio Garcia, Air Force on the Edge: Belgian Military Aviation in 1940, in Air Enthusiast, No. 96, Stamford, Lincs, UK:. pp. 65–68, Key Publishing, novembre/December 2001.
- (EN) Philip Jarrett, By Day and By Night: Fairey Fox, Part 1, in Aeroplane Monthly, London, IPC, dicembre 1993,  pp. 26-31, ISSN 0143-7240 (WC · ACNP).
- (EN) Philip Jarrett, By Day and By Night: Fairey Fox, Part 2, in Aeroplane Monthly, London, IPC, gennaio 1994,  pp. 44-48, ISSN 0143-7240 (WC · ACNP).
- (EN) Herbert von Rauch, A South American Air War...The Letcia Conflict, in Air Enthusiast, Issue 26, Bromley, Kent, UK, Pilot Press Ltd, dicembre 1984-March 1985,  pp. 1-8, ISSN 0143-5450 (WC · ACNP).
- (EN) Owen Thetford, By Day and By Night: Fairey Fox, Part 3, in Aeroplane Monthly, London, IPC, febbraio 1994,  pp. 32-39, ISSN 0143-7240 (WC · ACNP).